# Horst (Botanik)

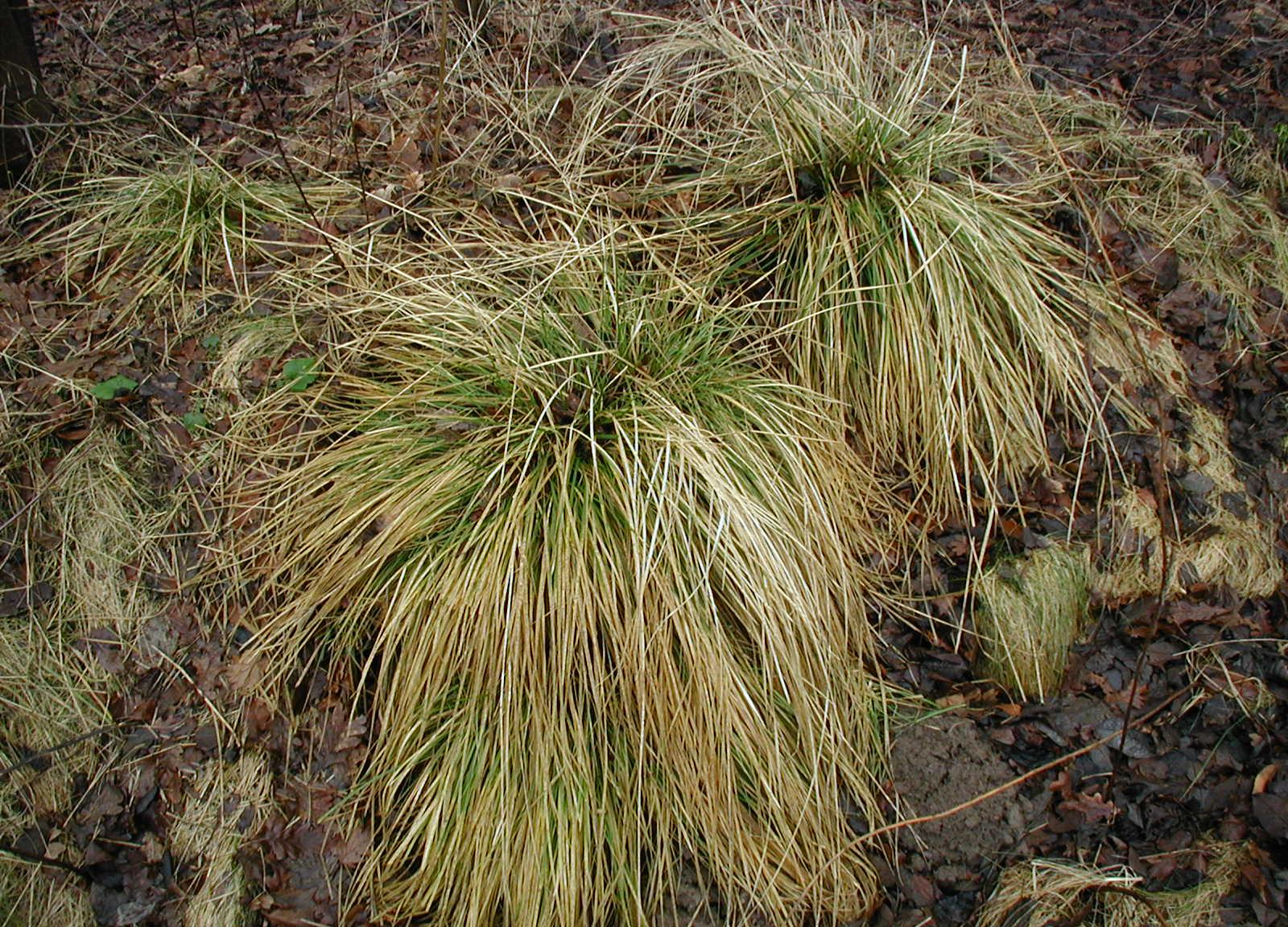
Horstig wachsende Blaue Schmiele (Deschampsia caerulea) im Winter

Als Horst wird in der Botanik eine Pflanzenwuchsform bezeichnet, bei der viele Triebe einer Pflanze eng aneinander stehen. Solche Sprossbüschel entstehen durch Auswachsen der untersten Achselknospen, ohne dass Ausläufer gebildet werden. Die Seitentriebe stehen zudem meist aufrecht. Die Bildung von Horsten ist charakteristisch für viele Süß- und Sauergräser. Besonders große, mit der Zeit in die Höhe wachsende Horste werden auch Bulten genannt. In vielen Trockensteppen dominieren Büschelgräser, insbesondere bei den Tussocksteppen der Südhalbkugel.

## Belege
- Gerhard Wagenitz: Wörterbuch der Botanik. Die Termini in ihrem historischen Zusammenhang. 2., erweiterte Auflage. Spektrum Akademischer Verlag, Heidelberg/Berlin 2003, ISBN 3-8274-1398-2.
- Lexikon der Biologie. Band 4, S. 281. Verlag Herder, Freiburg 1985, ISBN 3-451-19644-1.